# むつ湾インターナショナル・スピードウェイ
1. 現役時代の施設の画像
2. 現存する遺構

むつ湾インターナショナル・スピードウェイ（むつわんインターナショナル・スピードウェイ）は、1970年代に青森県野辺地町にあったサーキット場である。別名「野辺地スピードウェイ」（のへじスピードウェイ）。

## 概要
- 1972年7月にオープン。4.5 km、セミオーバル・左回りの東北地区初の超高速コース。コース幅20メートル、ピット数40、アスファルト舗装。フラットコースだが第1＆最終コーナーにカントがついている。
- サニークラスですら最高速250 km/hに迫る超ハイスピードコースであった。
- おもにストックカーレースを中心に開催された。しかし、オイルショックによるガソリン代の高騰、遠隔地なことから参加者の確保が難しく、また冬にはレース開催が不能で、海沿いであったことから砂がコースに入り、また水没したこともあり賑わうことなく1973年に10レースほどで幕を閉じた。
- サーキット閉鎖後も敷地内は動物園として利用されていたが、動物園が閉鎖後、野生化したタイワンザルが近隣の農作物を襲うので問題になったことがあった。